# 侧斑赤鮨
侧斑赤鮨（学名：Chelidoperca pleurospilus），又名黑點小花鱸、赤鮨、小花鱸、紅魚，为輻鰭魚綱鱸形目鱸亞目鮨科赤鮨属的鱼类。分布于日本南部和菲律宾以及中国东海、台湾高雄等海域，體長可達13公分，為底棲性魚類，生活習性不明。该物种的模式产地在阿拉富拉海。